# La Guajira
Pour les articles homonymes, voir Guajira (homonymie).
La Guajira est l’un des 32 départements de la Colombie.
La Guajira, habité principalement par les Wayuu, la principale communauté indigène du pays, est un département pauvre et historiquement délaissé par l’État colombien. Il est exposé à de graves problèmes de malnutrition. 

## Toponymie
Le département de La Guajira tire son nom de la péninsule homonyme où il est situé, laquelle est nommée d'après le terme de Guajiro, nom espagnol des indiens Wayuu qui vivent dans cette région.

## Histoire

### XIXeetXXesiècles

La province de Riohacha en 1810.
Le département de Magdalena en 1824.
La province de Riohacha en 1855.
L'État souverain de Magdalena en 1863.
Le département de La Guajira depuis 1965.

### Histoire récente
Entre 2008 et 2013, trois mille mineurs sont morts de sous-nutrition. La sécheresse en est la cause principale, elle-même accentuée par la déforestation et l'exploitation minière, mais la corruption, les déplacements forcés et l'abandon de la part des pouvoirs publics sont également des facteurs dénoncés par les populations locales. En 2016, le nombre de morts s’élève à plus de 7 000.
Les déplacements forcés de plusieurs milliers de personnes, initiés au début des années 1980 et toujours en cours, ont jeté dans l’extrême pauvreté de nombreuses personnes concernées et ont déstabilisé les économies agro-pastorales des populations locales. Puis, l’exploitation massive de la houille, accompagnée d’un déboisement de quelque 60 000 hectares, aurait peu à peu modifié le climat et les conditions biologiques : « Avant il pleuvait plus et les rivières avaient un débit correct. Avec les explosions de Cerrejón, qui provoquent des minitremblements de terre, et la poussière constante qui émane de la mine, tout s’est asséché. Et les plantes et les arbres sont contaminés », selon un représentant d'une communauté indigène.

## Géographie

### Géographie physique

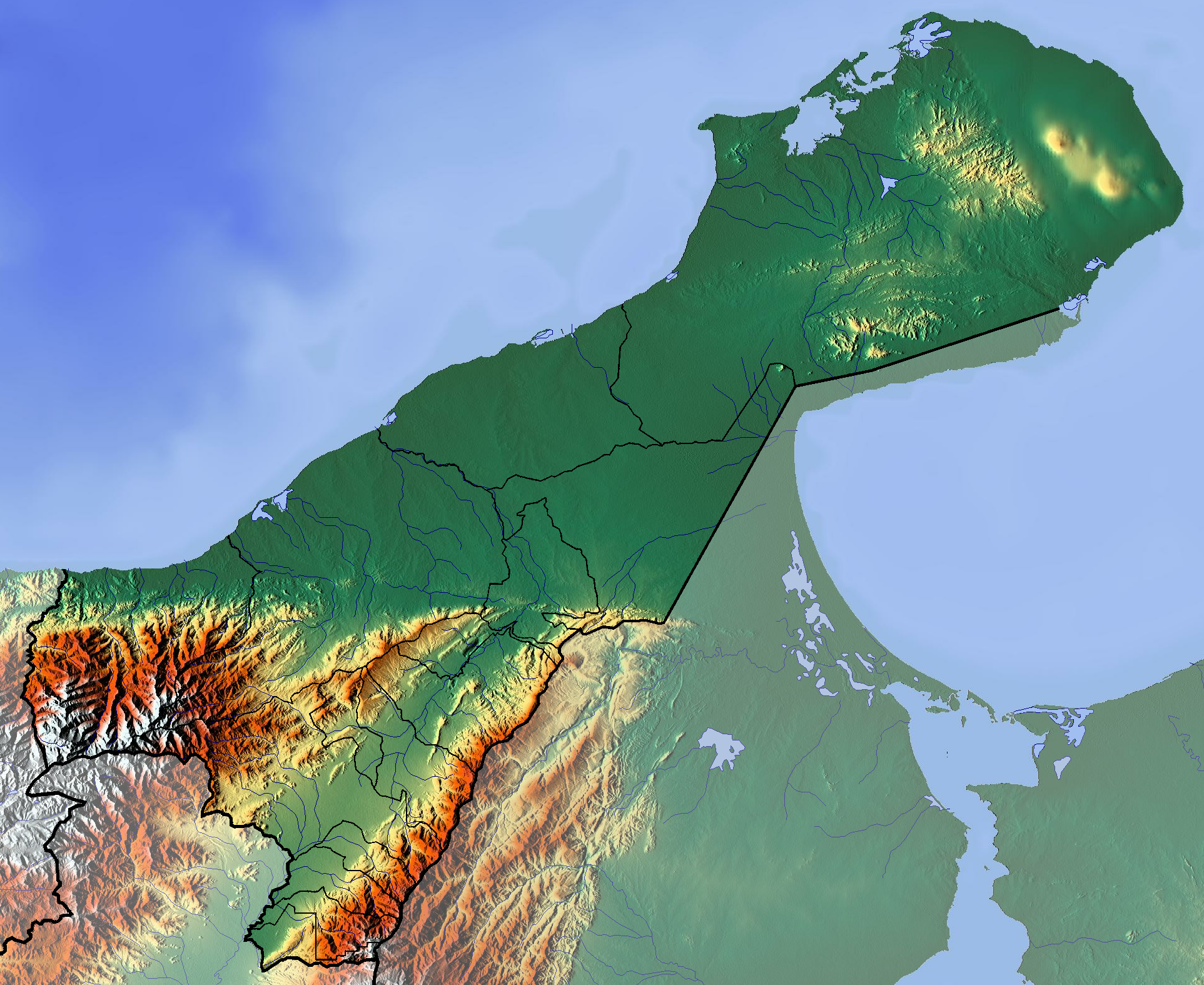
Carte topographique de La Guajira.

C’est le département le plus septentrional du pays, situé dans la péninsule de même nom, qui pénètre dans la mer des Caraïbes qui l’entoure tant au nord qu’à l’ouest. À l’est, le département est limité par le golfe du Venezuela et avec la république du Venezuela. Au sud, il est bordé par le département de Cesar et à l’ouest par celui de Magdalena.
Le relief est marqué au nord par la serranía de Macuira, et au sud par la serranía de Perijá et la Sierra Nevada de Santa Marta, séparées par les vallées du río Cesar et du río Ranchería, ce dernier rejoignant la mer des Caraïbes au niveau de la capitale du département, Riohacha.

### Climat
Le département a un climat désertique chaud. La moitié nord du département est occupée par le désert de La Guajira.

### Découpage administratif

Municipalités de La Guajira

Le département de La Guajira est divisé en quinze municipalités. Sa capitale est Riohacha.
| Municipalité       | Superficie (km2) | Population (2005) | Densité (hab./km2) |
| ------------------ | ---------------- | ----------------- | ------------------ |
| Albania            | 425              | 19 429            | 45,72              |
| Barrancas          | 742              | 26 462            | 35,66              |
| Dibulla            | 6 633            | 22 000            | 3,32               |
| Distracción        | 232              | 12 023            | 51,82              |
| El Molino          | 190              | 7 346             | 38,66              |
| Fonseca            | 662              | 26 881            | 40,61              |
| Hatonuevo          | 249              | 14 796            | 59,42              |
| La Jagua del Pilar | 267              | 2 732             | 10,23              |
| Maicao             | 1 782            | 103 124           | 57,87              |
| Manaure            | 1 971            | 68 578            | 34,79              |
| Riohacha           | 3 120            | 169 311           | 54,27              |
| San Juan del Cesar | 1 415            | 29 532            | 20,87              |
| Uribia             | 8 200            | 116 674           | 14,23              |
| Urumita            | 329              | 13 450            | 40,88              |
| Villanueva         | 265              | 23 605            | 89,08              |

## Démographie

### Population
| 1985    | 1990    | 1995    | 2000    | 2005    | - |
| ------- | ------- | ------- | ------- | ------- | - |
| 362 631 | 408 175 | 454 810 | 548 617 | 681 575 | - |

### Ethnographie
Selon le recensement de 2005, 44,9 % de la population de La Guajira se reconnait comme étant « indigène », c'est-à-dire descendant d'ethnies amérindiennes et 14,8 % se définit comme afro-colombienne.

## Économie
L'économie locale repose aujourd'hui principalement autour de la mine de charbon à ciel ouvert d’El Cerrejon, exploitée par la multinationale Glencore. Elle représente 43 % du produit intérieur brut (PIB) de la Guajira et des milliers d’emplois directs et indirects. L'exploitation minière a cependant de nombreuses conséquences sur l'environnement et les communautés locales. La communauté de 1 200 familles afro-colombiennes de Tabaco, dans la municipalité d’Hatonuevo, au centre du département, a ainsi été expulsée de ses terres au début des années 2000 pour faire place à un projet d’extension de la mine. L’entreprise minière a commencé par assécher en amont la rivière Tabaco, en bétonnant et en déviant des cours d’eau souterrains qui l’alimentaient. La communauté a tenté de résister mais l’arrivée d’hommes armés, « des paramilitaires à la solde l’entreprise minière », finit par imposer violemment l’évacuation du territoire. En 2014, puis à nouveau trois ans plus tard, la mine a été condamnée par la justice colombienne à indemniser et à reloger la communauté, mais dix ans plus tard les réparations n'ont toujours pas été versées et la municipalité d’Hatonuevo, chargée de la construction du nouveau village de Tabaco, n’a pas commencé les travaux. 
Le président colombien Gustavo Petro, élu en août 2022, a tenté de contrer les plans d’expansion de Glencore. Le 2 juillet 2023, il déclarait ainsi « l’état d’urgence économique, social et écologique dans la Guajira », un régime juridique permettant de geler tout nouveau projet industriel sur ce territoire. Mais la Cour constitutionnelle a en partie annulé cette décision en octobre 2023 et la multinationale suisse, estimant que ses droits d’exploitation étaient lésés, a décidé de répliquer en novembre en demandant, pour la quatrième fois depuis 2016, un arbitrage international auprès du Mécanisme de règlement des différends entre investisseurs et États (ISDS). La loi qui régit les différends entre investisseurs et États signataires d’accords de libre-échange, critiquée pour ne pas tenir compte des questions environnementales et des droits de l'homme, a déjà permis au géant minier de recevoir des compensations de la part de la Colombie.